# Abadía de Nidarholm

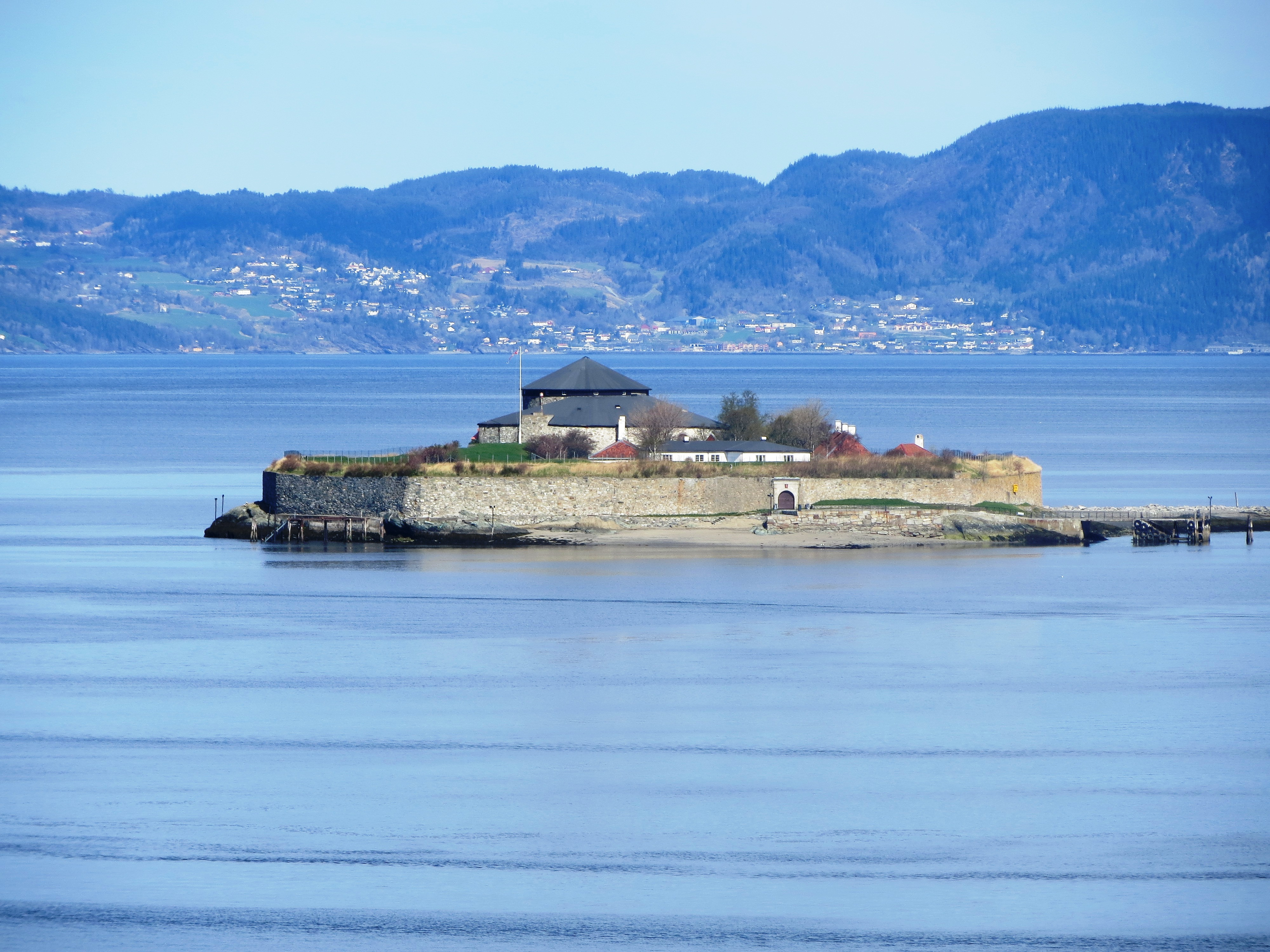
Munkholmen a las afueras de Trondheim, sitio de la antigua abadía de Nidarholm

La abadía de Nidarholm fue un monasterio benedictino ubicado en la isla de Munkholmen en el fiordo de Trondheim en el acceso al mar a Trondheim, Noruega.
El monasterio fue fundado en 1028 por el rey Canuto el Grande o hacia 1100 por Sigurd Ullstreng (c. 1030 - c. 1100), vasallo del rey Magnus Berrføtt. Estaba dedicado a San Benito y San Lorenzo. El monasterio tenía alguna relación con los cluniacenses, pero parece que esta relación consistía en la introducción de reformas locales basadas en las prácticas de Cluny, más que en la pertenencia a la orden cluniacense y la subordinación a Cluny como tal. El monje y cronista inglés Mateo de París recibió en 1248, durante una misión diplomática ante el rey Haakon IV, el encargo de supervisar una reforma de Nidarholm.
El monasterio era poderoso y rico, y comerciaba con Inglaterra, pero sufrió graves incendios en 1210 y 1317, tras los cuales perdió importancia. Un último incendio tuvo lugar en 1531, poco antes de la Reforma. Nidarholm fue el último bastión católico en Noruega durante la Reforma, bajo Olav Engelbrektsson, arzobispo de Nidaros. Sus hombres fueron asediados en 1537 en Nidarholm por la flota de Jens Splid (1510-1550), y finalmente fueron obligados a rendirse.
Después de 1537, los edificios fueron abandonados y se utilizaron como cantera de piedra para construir las fortalezas que más tarde se levantaron en Munkholmen. No hay restos visibles del monasterio.